# غده فوق کلیوی
غدد فوق کلیوی یا غده‌های آدرنال (Adrenal) یک جفت غده درون‌ریز هستند که هورمون‌های مختلفی از جمله اپی‌نفرین و نوراپی‌نفرین و همچنین استروییدهایی از جمله آلدوسترون و کورتیزول را می‌سازند. این دو غده، هر کدام بر روی کلیه‌ها قرار دارند. هر غده، یک بخش خارجی به نام بخش قشری (به انگلیسی:cortex) و یک بخش داخلی به نام بخش مغزی (به انگلیسی:medulla) دارد که بخش قشری، هورمون‌های استروییدی را می‌سازد. قشر فوق کلیه خود از سه بخش تشکیل شده است: زونا گلومرولوزا، زونا فاسیکولاتا و زونا رتیکولاریس.
قشر آدرنال سه نوع اصلی از هورمون‌های استروییدی را تولید می‌کند:مینرالوکورتیکوئید، گلوکوکورتیکوئید و آندروژن.  مینرالوکورتیکوئیدها (مانند: آلدوسترون) که در زونا گلومرولوزا تولید می‌شوند، در تنظیم فشار خون و تنظیم فشار اسمزی نقش دارند. گلوکوکورتیکوئیدها مانند کورتیزول و کورتیزون، در زونا فاسیکولاتا ساخته می‌شوند؛ که عملکرد آن‌ها در تنظیم سوخت‌وساز و سرکوب دستگاه ایمنی می‌باشد. زونا رتیکولاریس، که داخلی‌ترین بخش در قشر می‌باشد، آندروژن‌هایی را تولید می‌کند که در غده جنسی و سایر اندام‌های هدف، به هورمون‌های جنسی کاملاً کاربردی تبدیل می‌شوند. ساخت هورمون‌های استروییدی که استروییدوژنز نامیده می‌شود، شامل واکنش‌ها و فرایندهایی است که در سلول‌های بخش قشری رخ می‌دهد. بخش مغزی، کاتکول‌آمین‌هایی را می‌سازد که در هنگام مواجه بدن با شرایط استرس زا، موجب پاسخ جنگ یا گریز می‌شوند. 
وزن هر غده حدود ۵ گرم است.
شماری از بیماری‌های سیستم درون‌ریز به ناکارآمدی غدد فوق کلیوی مربوط می‌شوند. ساخت بیش از حد کورتیزول منجر به سندرم کوشینگ می‌شود، در حالیکه اگر تولید کورتیزول کافی نباشد، باعث ایجاد بیماری آدیسون می‌شود. هیپرپلازی مادرزادی آدرنال یک بیماری ژنتیکی است که در اثر اختلال در مکانیسم‌های غدد درون ریز به وجود می‌آید. در تصویربرداری پزشکی، انواعی از تومورها می‌توانند در بافت غده فوق کلیه به وجود آیند.

## ساختار
غدد فوق کلیوی در دو طرف بدن، در داخل حفره‌ی شکمی و در جهت بالا و اندکی وسط کلیه‌ها قرار گرفته‌اند. در انسان، غده‌ی سمت راست هرمی شکل است، در حالیکه غده‌ی سمت چپ هلالی و قدری بزرگتر است. این غدد از لحاظ اندازه تقریباً ۳ سانتی‌متر پهنا، ۵ سانتی‌متر درازا و حدود یک سانتی‌متر ضخامت دارند. وزن متوسط این غدد در انسان بالغ، بین ۷ تا ۱۰ گرم است. رنگ این غده‌ها زردرنگ است.
غدد فوق کلیوی توسط کپسولی از بافت چربی و لایه فاسیای کلیوی احاطه شده‌اند. بافت همبند فاسیا، کلیه‌ها را نیز در بر می‌گیرد. یک دیواره‌ی ضعیف از بافت همبند، این غدد را از کلیه‌ها جدا می‌کند. غدد فوق کلیوی درست در زیر دیافراگم قرار گرفته‌اند، و توسط فاسیای کلیوی به ساق دیافراگم متصل می‌شوند.
هر غده‌ی فوق کلیوی داری دو قسمت متمایز است، که هر قسمت نیز عملکردی منحصر به فرد دارد. قسمت خارجی، قشر و قسمت داخلی، مغز نام دارد؛ که هر کدام هورمون‌های خاصی را تولید می‌کنند.اهمیت قشر غده آدرنال از مغز یا مدولای آن بیشتر است، به‌طوری‌که برداشتن این بخش موجب مرگ می‌شود در حالیکه تخریب یا برداشتن بخش مدولا فقط اختلالاتی را ایجاد می‌نماید.

### بخش قشری فوق کلیه
بخش قشری بیرونی‌ترین لایه در غده آدرنال است. در داخل بخش قشری، سه لایه قرار گرفته است که به آن‌ها «زونا» گفته می‌شود. هر کدام از این لایه‌ها در زیر میکروسکوپ ظاهری منحصر به فرد دارد، همچنین عملکرد هر لایه نیز با دیگر لایه‌ها متفاوت است. به طور کلی بخش قشری تولید هورمون‌ها را بر عهده دارد؛ برای نمونه می‌توان به کورتیزول، آلدوسترون و آندروژن اشاره کرد. 

#### زونا گلومرولوزا
بیرونی‌ترین لایه‌ی بخش قشری، زونا گلومرولوزا نام دارد. این لایه درست در زیر کپسول فیبری قرار گرفته است. سلول‌های این لایه که در گروه‌هایی تخم‌مرغی شکل قرار گرفته‌اند، توسط تورتیغه‌ی بافت همبند از کپسول فیبری و مویرگ‌های وسیع حمل‌کننده جدا می‌شوند.
این لایه محل اصلی ساخت آلدوسترون است؛ آلدوسترون نوعی مینرالوکورتیکوئید است که در اثر عملکرد آنزیم آلدوسترون سنتتاز به وجود می‌آید. آلدوسترون نقش مهمی در تنظیم فشار خون ایفا می‌کند.

#### زونا فاسیکولاتا
زونا فاسیکولاتا در حد فاصل زونا گلومرولوزا و زونا رتیکولاریس قرار می‌گیرد. سلول‌های این لایه وظیفه‌ی ساخت گلوکوکورتیکوئیدها را برعهده دارند، که از آن‌ها می‌توان به کورتیزول اشاره کرد. این بزرگترین لایه در بین سه لایه‌ی بخش قشری است، که نزدیک به ۸۰ درصد از حجم قشر را به خود اختصاص داده است. در زونا فاسیکولاتا، سلول‌ها ستون‌وار با آرایش شعاعی به سمت بخش مغزی قرار گرفته‌اند. سلول‌ها شامل تعداد بیشماری از قطرات چربی، تعداد زیادی میتوکندری و شبکه آندوپلاسمی صاف اند.

#### زونا رتیکولاریس
داخلی‌ترین لایه‌ی قشری، زونا رتیکولاریس نام دارد، که دقیقاً مجاور بخش مغزی است. این لایه آندروژن‌ها را می‌سازد، که در انسان به طور عمده شامل دی‌هیدرواپی‌آندروسترون (DHEA)، دهیدرواپی‌اندروسترون سولفات (DHEA-S) و آندرستندیون (پیش‌ساز تستوسترون) است. سلول‌های کوچک در این قسمت به وسیله‌ی مویرگ‌ها و بافت همبند از بندهای سلولی نامنظم جدا می‌شوند. این سلول‌ها مقدار کمی سیتوپلاسم و قطره‌ی چربی دارند و گاهی اوقات به صورت 
رنگدانه‌ی قهوه‌ای لیپوفسکین ظاهر می‌شوند. 

### بخش مرکزی فوق کلیه
قسمت مرکزی در غده‌ی فوق کلیوی، مغز نام دارد که توسط بخش قشری احاطه شده است. سلول‌های کرومافین در بخش مغز آدرنال، منبع اصلی تولید کاتکول‌آمینها نظیر اپی‌نفرین و نوراپی‌نفرین هستند که از همین قسمت ترشح می‌شوند. تقریباً ۸۰ درصد اپی‌نفرین و ۲۰ درصد نوراپی‌نفرین از این قسمت ترشح می‌شود. اپی نفرین و نوراپی نفرین در گذشته به ترتیب آدرنالین و نورآدرنالین نامیده می‌شدند.
مغز غده فوق کلیوی توسط دستگاه عصبی سمپاتیک و فیبرهای عصبی نخاعی هدایت و کنترل می‌شود. به دلیل اینکه فیبرهای عصبی نخاعی در این قسمت عصب‌دهی شده‌اند، مغز آدرنال را می توان یک گانگلیون سمپاتیک در نظر گرفت. برخلاف سایر گانگلیون‌های سمپاتیک، مغز آدرنال فاقد سیناپس‌های متمایز است و ترشحات خود را به خون می‌ریزد.
ترشح آدرنالین نوعی حالت آماده باش در بدن ایجاد می‌کند و بدن را یاری می‌دهد که در مقابل پیشامدهای نابهنگام، آمادگی داشته باشد؛ مانند موارد جنگ و ستیز، فرار یا مسابقات ورزشی. در چنین حالتی، در اثر ترشح آدرنالین فعالیت قلب افزایش می‌یابد، فشار خون زیاد می‌شود و خون‌رسانی افزایش می‌یابد. آدرنالین به خصوص موجب بازشدن رگ‌های موجود در عضلات می‌شود و خون‌رسانی به این اعضاء را که موجب تحریک بدن می‌شوند، افزایش می‌دهد. از طرف دیگر، این ماده با تأثیر گذاشتن بر مغز، حالت آمادگی بیشتر و امکان تحریک‌پذیری به اعصاب می‌دهد. اثر آدرنالین بر کبد موجب بالا رفتن گلوکز خون می‌شود و به این وسیله، نیاز ماهیچه و اعصاب به انرژی بیشتر برطرف می‌گردد. ترشح آدرنالین هنگام خشم، ترس و اضطراب افزایش می‌یابد. 

### خون‌رسانی
غده‌های فوق کلیوی دارای یکی از بیشترین سرعت‌های خون‌رسانی به ازای هر گرم از یک بافت دلخواه را دارد: ممکن است تا حدود ۶۰ سرخرگ کوچک به هر کدام از غده‌ها وارد شوند. معمولاً سه سرخرگ به هر غده‌ی فوق کلیوی خون‌رسانی می‌کنند:
- سرخرگ فوق‌کلیوی فوقانی، شاخه‌ای از سرخرگ فرنیک تحتانی
- سرخرگ فوق‌کلیوی میانی، شاخه‌ای که مستقیماً از آئورت شکمی می‌آید.
- سرخرگ فوق‌کلیوی تحتانی، شاخه‌ای از سرخرگ کلیوی

این رگ‌های خونی، شبکه‌ای از سرخرگ‌های کوچک که به داخل کپسول غده‌های آدرنال می‌آیند را خون‌رسانی می‌کنند. رشته های نازکی از بافت همبند که از کپسول وارد غده‌ها می‌شوند، این خون را به غده‌ها می‌رسانند.
خون تیره به وسیله سیاهرگ‌های فوق‌کلیوی از غده‌ها تخلیه می‌شود. هر یک از این غدد، یک سیاهرگ دارند:
- سیاهرگ فوق‌کلیوی راست، که به بزرگ‌سیاهرگ زیرین می‌ریزد.
- سیاهرگ فوق‌کلیوی چپ، که به سیاهرگ کلیوی چپ یا سیاهرگ فرنیک تحتانی می‌ریزد.

سیاهرگ مرکزی آدرنال-مدولا، در مغز غده فوق کلیوی، یک نوع رگ خونی غیرعادی است. ساختار این سیاهرگ با سایر سیاهرگ‌ها متفاوت است؛ زیرا ماهیچه‌ی صافی که در میان‌لایه ی آن (قسمت میانی رگ) قرار دارد، به صورت طولی قرار گرفته است.

### پراکندگی
غده‌های فوق‌کلیوی ممکن است اصلاً توسعه نیابند و رشد نکنند، یا ممکن است در خط میانی در پشت آئورت به هم متصل شوند. این‌ها با سایر بیماری‌های مادرزادی در ارتباط‌اند، مانند نقص در رشد کلیه‌ها یا به‌هم چسبیدگی کلیه‌ها. رشد و توسعه‌ی غده فوق کلیوی ممکن است با فقدان ناحیه قشری همراه باشد، که این فقدان نیز می‌تواند جزئی یا کلی باشد. همچنین، غده‌ها ممکن است در محل نامناسب رشد و توسعه پیدا کنند.

## اثرات فیزیولوژیک هورمون‌های قشر آدرنال
هورمون‌های قشر آدرنال دارای اثر مینرالوکورتیکوئیدی (آلدوسترون) و گلوکوکورتیکوئیدی (کورتیزول) و اثرات ضعیف آندروژنی هستند.
کورتیزول دارای اثر مینرالوکورتیکوئیدی مختصری نیز است ولی اثر آلدوسترون در احتباس سدیم ۵۰۰ برابر قوی‌تر از کورتیزول است. با توجه به میزان ترشح آلدوسترون (۱۵۰ میکروگرم) و کورتیزول (۲۰ تا ۲۵ میلی‌گرم) در شبانه روز مسلم است که اثرات گلوکوکورتیکوئیدی منحصر به کورتیزول است و این هورمون بعلت ترشح بسیار زیادتر از آلدوسترون، قسمتی از اثرات مینرالوکورتیکوئیدی در بدن را نیز انجام می‌دهد.

## اثرات گلوکوکورتیکوئیدها
به علت وجود گیرنده‌های کورتیزول در نقاط مختلف بدن این هورمون آثار فیزیولوژیک وسیعی را در همه جای بدن موجب می‌شود. مهم‌ترین اثر کورتیزول افزایش مقاومت بدن در مواقع استرس است. اثرات عمده کورتیزول عبارتند از:
1. اثر در سوخت و ساز مواد قندی: اثر اصلی کورتیزول هنگامیکه گلوکز مورد احتیاج نباشد، افزایش ذخیره گلیکوژن در کبد و به مقدار کمتر در عضلات و قلب است؛ ولی در شرایط بی غذایی موجب می‌شود که بافت‌های مهم بدن گلوکز کافی دریافت کنند، اگر فردی از خوردن غذا خودداری کند پس از مدتی ذخیره گلوکز تمام می‌شود، در صورتی‌که وجود گلوکز برای فعالیت مغز ضروری است. در چنین شرایطی کورتیزول از طرق مختلفی قند خون را افزایش می‌دهد مانند تجزیه پروتیین های بدن و ایجاد واکنش های برای تبدیل به گلوکز.
2. اثر بر سیستم عصبی: تغییرات میزان کورتیزول سبب تغییراتی در آستانه حس‌ها، حافظه، هوش و تمرکز مغزی می‌شود. این اثرات در کمبود کورتیزول به صورت افسردگی، خمودگی و ندرتاً روان پریشی و نیز تغییراتی در حس‌های شنوایی، چشایی و بویایی می‌گردد. این تغییرات احتمالاً از طریق کاهش جریان خون مغزی و اثر بر هدایت جریان‌های عصبی و تحریک‌پذیری سلول‌های عصبی ایجاد می‌شوند.
3. اثرات ضد التهابی: کورتیزول از طریق کاهش نفوذپذیری مویرگ‌ها از نشت پلاسما بداخل بافت‌ها جلوگیری کرده و سبب کاهش التهاب و التیام سریعتر زخم‌ها می‌گردد.
4. سایر اثرات: همچنین کورتیزول در متابولیسم مواد پروتئینی و چربیها، حفظ فشار خون طبیعی، مقاومت عضلات، افزایش اسید معده، تکامل رشد ریه در جنین، جذب آب و سدیم در کلیه‌ها و کاهش لنفوسیت‌های خون نقش مؤثری ایفا می‌نماید.

## اثرات مینرالوکورتیکوئیدی
اگر چه بعضی از استروئیدهای قشر آدرنال مانند کورتیکوسترون و کورتیزول دارای اثرات مینرالوکورتیکوئیدی هستند ولی مهم‌ترین مینرالوکورتیکوئید در انسان آلدوسترون است که دارای اثرات زیر می‌باشد:
1. کاهش دفع سدیم از ادرار
2. افزایش دفع پتاسیم و یون هیدروژن در ادرار
3. افزایش جذب آب در کلیه و جلوگیری از هدر رفتن آب بدن

## اثرات آندروژنی
در قشر غده آدرنال چند هورمون جنسی نر (آندروژن) و به مقدار کمتری هورمون‌های جنسی ماده (استروژن و پروژسترون) ساخته می‌شوند. آندروژن‌های قشر آدرنال در جنس نر به رشد اندام‌های جنسی در دوران کودکی کمک می‌نمایند. آندروژن‌های قشر آدرنال اثرات خفیفی در زنان نه تنها قبل از بلوغ بلکه در سراسر زندگی دارند. قسمت زیادی از رشد موهای زیر بغل و زهار در زنان ناشی از عمل این هورمون هاست. در زنان اگر ترشح آندروژن‌های قشر آدرنال از حد طبیعی بیشتر شود، نشانه‌هایی از صفات ثانویه جنسی مردانه مانند بم شدن صدا، پرمویی (Hirsutism)، کاهش رشد پستان‌ها و بزرگ شدن کلیتوریس(Clitoris) ظاهر می‌گردد که به این اختلال سندرم آدرنوژنیتال گویند.

## هیپوکورتیکوئیدی و هیپرکورتیکوئیدی
کمبود هورمون‌های قشر غده آدرنال (هیپوکورتیکوئیدی) باعث بیماری آدیسون (Addison) و افزایش غیرطبیعی آن‌ها موجب سندرم کوشینگ می‌شود.

## تنظیم ترشح کورتیکواستروئیدها
ترشح کورتیزول و کورتیکوسترون و آندروژن‌های غده آدرنال به وسیله هورمون آدرنوکورتیکوتروپین(ACTH) که محرک قشر آدرنال است و از هیپوفیز قدامی ترشح می‌شود، تنظیم می‌گردد. ترشح ACTH نیز به نوبه خود توسط فاکتور آزادکننده کورتیکوتروپین(CRH) تنظیم می‌شود. درد و ناراحتی‌های عصبی و روانی با تأثیر بر هیپوتالاموس، ترشح CRH را افزایش می‌دهند که در نتیجه آن به افزایش ترشح کورتیکوستروئیدها منجر می‌شود. بالا رفتن میزان کورتیزول در خون با اثر مستقیم بر هیپوتالاموس و هیپوفیز باعث کاهش ترشح CRH و ACTH می‌گردد. بر عکس هنگام کاهش کورتیزول در خون ترشح هورمون‌های مذکور افزایش می‌یابد. ترشح هورمون‌های کورتیزول و CRH و ACTH در شبانه روز حالت نوسانی دارد، به‌طوری‌که در ساعات اولیه صبح زیاد و در هنگام غروب کم است.